# Ātā Bolāghī
Ātā Bolāghī (persiska: آتا بُلاغی, آتا بلاغی) är en ort i Iran.   Den ligger i provinsen Västazarbaijan, i den nordvästra delen av landet, 500 km väster om huvudstaden Teheran. Ātā Bolāghī ligger 1 351 meter över havet och antalet invånare är 336.
Terrängen runt Ātā Bolāghī är platt åt nordost, men åt sydväst är den kuperad.Runt Ātā Bolāghī är det ganska tätbefolkat, med 155 invånare per kvadratkilometer. Närmaste större samhälle är Mīāndoāb, 18,1 km norr om Ātā Bolāghī. Trakten runt Ātā Bolāghī består till största delen av jordbruksmark.